# Подгорновська сільська рада
Подгорновська сільська́ ра́да (біл. Падгорнаўскі сельсавет) — адміністративно-територіальна одиниця у складі Барановицького району Берестейської області Білорусі. Адміністративний центр сільської ради — село Подгорна.

## Склад ради
Населені пункти, що підпорядковувалися сільській раді станом на 2009 рік:
| Населений пункт | Тип  | Населення, осіб (2009) |
| --------------- | ---- | ---------------------- |
| Добрий Бор      | село | 128                    |
| Колбовичі       | село | 96                     |
| Подгорна        | село | 587                    |
| Яжона           | село | 189                    |

## Населення
За переписом населення Білорусі 2009 року чисельність населення сільської ради становило 1000 осіб.

### Національність
Розподіл населення за рідною національністю за даними перепису 2009 року:
| Національність            | Осіб | Відсоток |
| ------------------------- | ---- | -------- |
| білоруси                  | 946  | 94,60 %  |
| росіяни                   | 29   | 2,90 %   |
| поляки                    | 17   | 1,70 %   |
| українці                  | 3    | 0,30 %   |
| вірмени                   | 2    | 0,20 %   |
| узбеки                    | 1    | 0,10 %   |
| таджики                   | 1    | 0,10 %   |
| національність не вказана | 1    | 0,10 %   |
| Разом                     | 1000 | 100 %    |